# Chránená krajinná oblasť Biele Karpaty
Chránená krajinná oblasť Biele Karpaty (CHKO Biele Karpaty) – obszar chronionego krajobrazu położony w północno-zachodniej Słowacji, obejmujący fragment pasma górskiego Białych Karpat rozciągający się wzdłuż granicy z Republiką Czeską.
CHKO Biele Karpaty utworzono rozporządzeniem Ministerstwa Kultury Słowackiej Republiki Socjalistycznej nr 111/1979 z dnia 12 lipca 1979 roku. Obejmowała ona wówczas powierzchnię 62 808 ha w granicach ówczesnych powiatów Senica, Trenczyn i Powaska Bystrzyca. Ponownie utworzona została 28 sierpnia 2003 roku. Obejmuje obecnie obszar o powierzchni 44 568 ha znajdujący się na terenie powiatów Púchov, Ilava, Trenczyn, Nowe Miasto nad Wagiem i Myjava w kraju trenczyńskim oraz powiatów Skalica i Senica w kraju trnawskim. Po drugiej stronie granicy słowacko-czeskiej funkcjonuje bliźniaczy obszar chronionego krajobrazu – Chráněná krajinná oblast Bílé Karpaty.

## Charakterystyka

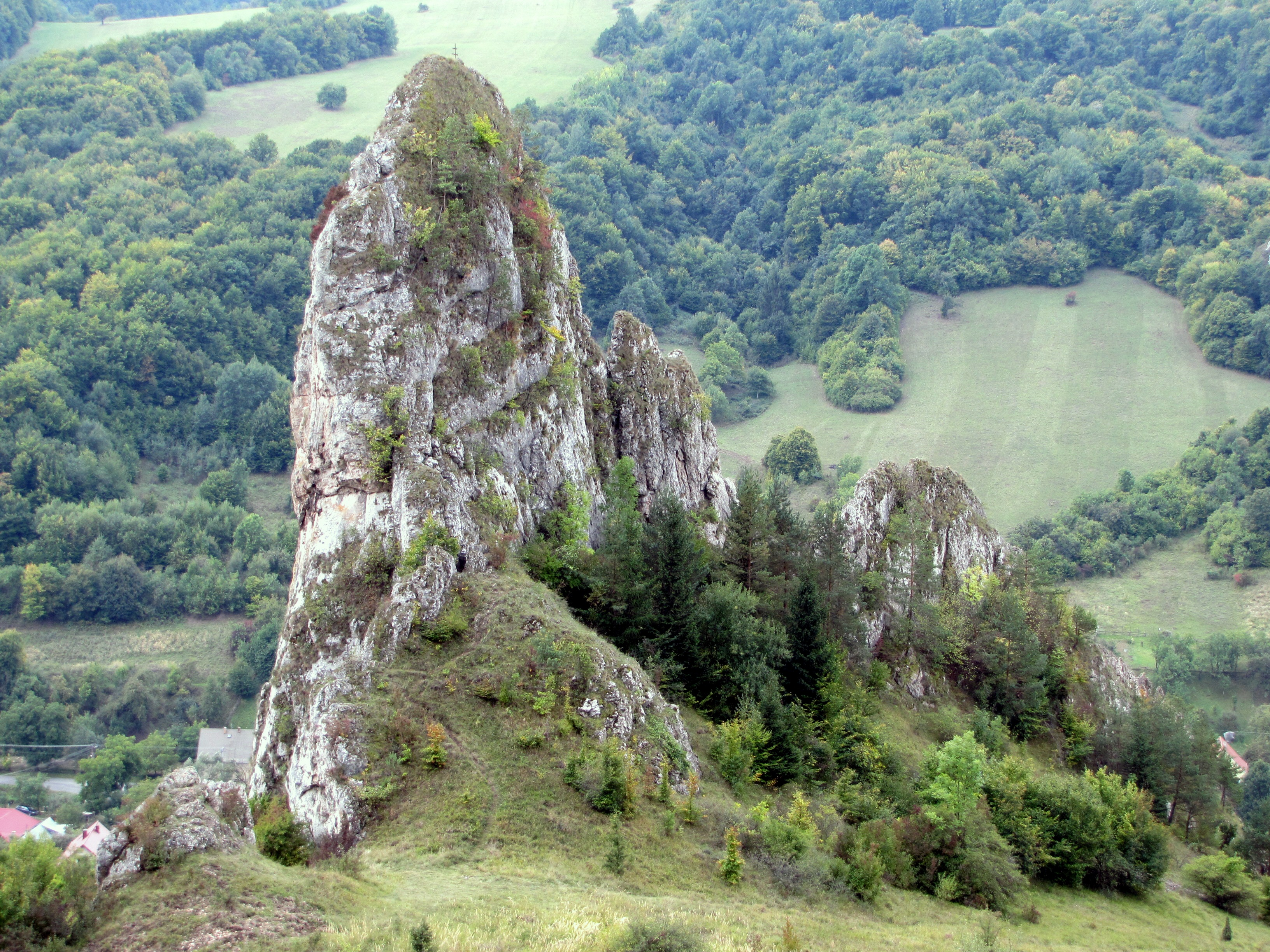
Červenokamenské bradlo w 2012 roku

Obszar chronionego krajobrazu Biele Karpaty utworzony został w celu ochrony walorów przyrodniczo-krajobrazowych słowackiej części łańcucha górskiego Białych Karpat, wzdłuż którego na długości ok. 80 km biegnie granica czesko-słowacka. Do CHKO przynależy również fragment Pogórza Myjawskiego (słow. Myjavska pahorkatina). Pod względem geologicznym teren ten w większości zbudowany jest z jednostki magurskiej fliszu karpackiego, składającego się z naprzemianległych warstw piaskowców, łupków ilastych, margli oraz iłowców, natomiast południowo-wschodnia część CHKO obejmuje część Pienińskiego Pasa Skałkowego (znanego w literaturze czeskiej i słowackiej jako bradlové pásmo) i charakteryzuje się występowaniem licznych malowniczych skał wapiennych (należą do nich m.in. Vršatské bradlá, Červenokamenské bradlo i Lednické bradlo).
Obszar chronionego krajobrazu znajduje się na terenie krainy zwanej Kopanice, znanej ze swoich tradycji, folkloru i architektury ludowej. Siedziba administracji CHKO Biele Karpaty znajduje się w mieście Nemšová.
W granicach CHKO Biele Karpaty znajduje się też kilkanaście innych, mniejszych form ochrony przyrody – rezerwatów przyrody (słow. prírodná rezervácia) i pomników przyrody (słow. prírodná pamiatka) – oraz trzydzieści obszarów chronionych sieci Natura 2000. W jednym z rezerwatów ochroną objęte są lasy porastające masyw Wielkiej Jaworzyny, najwyższego szczytu pasma.

## Flora

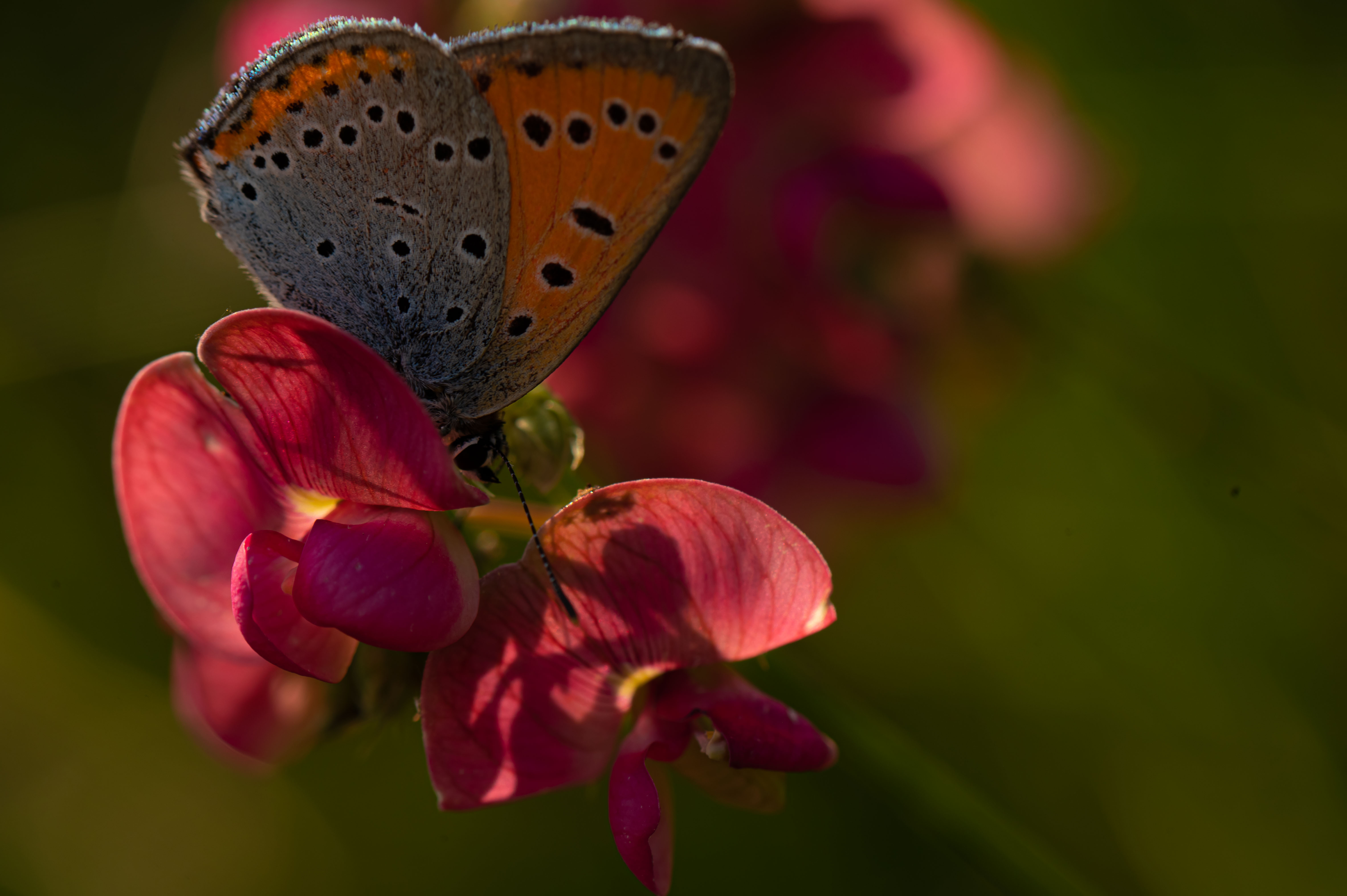
Czerwończyk nieparek na groszku szerokolistnym (2023)

CHKO Biele Karpaty łączy zbiorowiska leśne i łąkowe, a krajobraz urozmaicają również pola i pastwiska. Lasy to głównie buczyny oraz lasy bukowo-dębowe, na odsłoniętych zboczach i piargach występują lasy lipowe i jaworzyny. Łąki porastają liczne, często chronione, gatunki z rodziny storczykowatych, m.in. dwulistnik Ophrys holosericea, kukułka Fuchsa (Dactylorhiza fuchsii), storczyk samczy (Orchis morio), storczyk drobnokwiatowy (O. ustulata), storczyk kukawka (O. militaris), storczyk blady (O. pallens), storczyca kulista (Traunsteinera globosa), kruszczyk Muellera (Epipactis muelleri), kruszczyk drobnolistny (E. microphylla), kruszczyk rdzawoczerwony (E. atrorubens), kruszczyk szerokolistny (E. helleborine), kruszczyk ostropłatkowy (Epipactis leptochila), żłobik koralowy (Corallorhiza trifida), buławnik mieczolistny (Cephalanthera longifolia), kukułka bzowa (Dactylorhiza sambucina), gółka długoostrogowa (Gymnadenia conopsea) i podkolan zielonawy (Platanthera chlorantha). Skały porasta aster alpejski (Aster alpinus), smagliczka skalna (Aurinia saxatilis) i jaskier skalny (Ranunculus oreophilus), a nieliczne tereny bardziej wilgotne – wierzba śląska (Salix silesiaca), podejźrzon księżycowy (Botrychium lunaria), nasięźrzał pospolity (Ophioglossum vulgatum) i nerecznica błotna (Thelypteris palustris).
Kosaćcowate reprezentują mieczyk dachówkowaty (Gladiolus imbricatus) i kosaciec trawolistny (Iris graminea). Występuje tu endemiczny goździk postrzępiony wczesny (Dianthus plumarius subsp. praecox), rzadka perłówka orzęsiona (Melica ciliata), Tephroseris longifolia subsp. moravica – rzadki podgatunek z rodziny astrowatych – oraz lilia bulwkowata (Lilium bulbiferum) z rodziny liliowatych. CHKO Biele Karpaty jest również jedynym na Słowacji miejscem występowania gnidosza Pedicularis comosa.

## Fauna

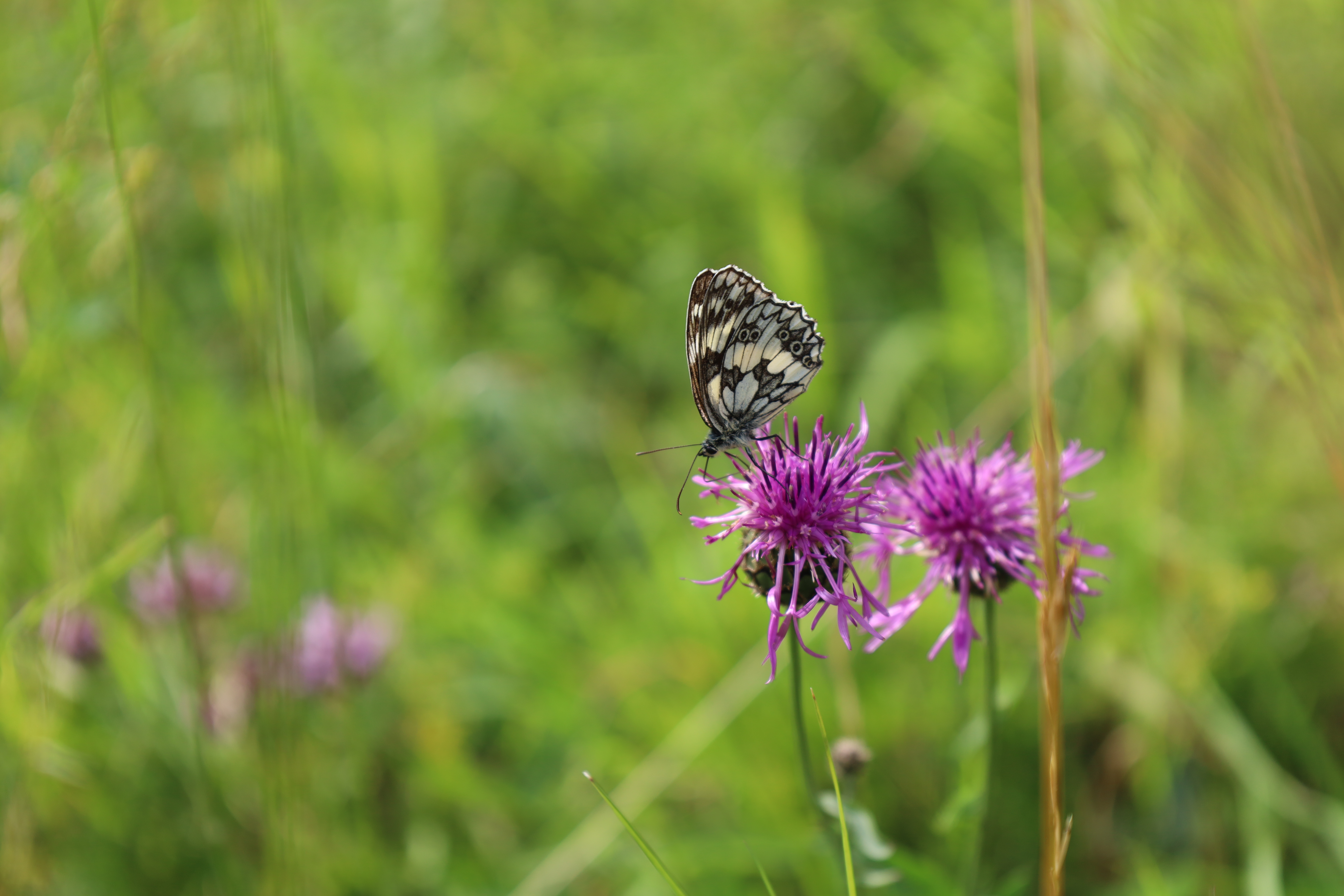
Polowiec szachownica, Vršatské bradlá (2024)

Fauna obszaru obejmuje gatunki lasów karpackich z elementami leśno-stepowymi. Bogata jest różnorodność bezkręgowców, zwłaszcza motyli, z których część to gatunki rzadkie i objęte ochroną, np. niepylak apollo (Parnassius apollo) i niepylak mnemozyna (P. mnemosyne) oraz modraszek nausitous (Phengaris nausithous), modraszek telejus (P. teleius), osadnik petropolitana (Lasiommata petropolitana), dostojka ino (Brenthis ino) i czerwończyk nieparek (Lycaena dispar). Występuje tu endemiczny podgatunek ślimaka – Clausilia dubia subsp. carpathica oraz poczwarówka zwężona (Vertigo angustior) i poczwarówka jajowata (V. moulinsiana).
Płazy reprezentuje m.in. traszka zwyczajna (Lissotriton vulgaris), żaba trawna (Rana temporaria), kumak górski (Bombina variegata) i kumak nizinny (B. bombina), gady – wąż Eskulapa (Zamenis longissimus), gniewosz plamisty (Coronella austriaca), jaszczurka żyworodna (Zootoca vivipara), murówka zwyczajna (Podarcis muralis), jaszczurka zwinka (Lacerta agilis) i padalec zwyczajny (Anguis fragilis). Przedstawicielami awifauny występującymi na terenie CHKO są m.in. sokół wędrowny (Falco peregrinus), bocian czarny (Ciconia nigra), puchacz (Bubo bubo), pustułka (Falco tinnunculus), białorzytka (Oenanthe oenanthe), dzięcioł białogrzbiety (Dendrocopos leucotos), muchołówka białoszyja (Ficedula albicollis), piegża (Curruca curruca), zimorodek (Alcedo atthis) i słonka (Scolopax rusticola). Spośród ssaków spotkać można rysia (Lynx lynx), żbika (Felis silvestris), wydrę (Lutra lutra; w potokach), niedźwiedzia brunatnego (Ursus arctos), kunę leśną (Martes martes), popielicę (Glis glis), orzesznicę (Muscardinus avellanarius) i borsuka (Meles meles).